# Pemfigo foliaceo
Il pemfigo foliaceo (PF) è considerato una varietà ad evoluzione benigna del pemfigo. 
Si tratta di una malattia cutanea di tipo autoimmune, i cui tratti distintivi risiedono nella perdita di adesione intercellulare (fenomeno noto con il nome di acantolisi) dei cheratinociti, localizzati negli strati superiori dell'epidermide. La perdita di adesione tra i cheratinociti comporta la formazione di tipiche bolle e vescicole superficiali che in tempi successivi possono trasformarsi in erosioni squamose e crostose, spesso su una base eritematosa.
Il coinvolgimento delle mucose è invece assente, perfino quando la malattia è estremamente diffusa.
Il disturbo si caratterizza anche per la presenza di un segno semeiologico, il cosiddetto segno di Nikolsky (dal nome dello scienziato Piotr Nikolsky che lo descrisse nel 1896), per il quale il semplice sfregamento di una zona di cute apparentemente sana comporta l'insorgenza di una nuova vescicola.
Il decorso della malattia tende ad essere cronico.

## Sottotipi
- Pemfigo eritematoso (PE) (sindrome di Senear-Usher)[1][2]
- Pemfigo erpetiforme (PH)[3][4]
- Pemfigo foliaceo endemico (fogo selvagem)[5][6][7]
- Pemfigo foliaceo endemico simil pemfigo paraneoplastico (in assenza di neoplasia)[8]
- Pemfigo foliaceo immunoglobulina A (IgA)[9]
- Pemfigo foliaceo iatrogeno(farmaco-indotto)[10][11][12][13][14][15]

## Epidemiologia
L'incidenza del pemfigo foliaceo varia da regione a regione. Il disturbo è comunque raro e sporadico in tutto il mondo. Contrariamente a quanto accade per il pemfigo volgare (PV), non sembra verificarsi alcun tipo di predominanza negli ebrei o nei soggetti provenienti dal bacino del Mediterraneo.
Nei paesi dell'Europa occidentale, l'incidenza della malattia si aggira intorno a 0,5-1 caso per milione di abitanti per anno. Per motivi sconosciuti le donne tunisine hanno invece un'incidenza di pemfigo foliaceo decisamente più elevata, pari a circa 6,6 casi per milione per anno, con un picco pari a 15,5 casi/milione/anno nelle donne in età compresa tra i 25 e i 34 anni, in particolare se viventi in aree rurali.
Il pemfigo foliaceo endemico (conosciuto anche come fogo selvagem), si verifica con una frequenza decisamente elevata nel continente sud americano ed in particolare in alcune aree del Brasile e della Colombia.
In alcune regioni endemiche del Brasile, la frequenza raggiunge addirittura i 50 casi/milione/anno. Altre regioni ad elevata endemia sono alcune aree del Maghreb, in particolare del Marocco.
La prevalenza del pemfigo foliaceo nel sesso maschile e femminile è sostanzialmente sovrapponibile. Il disturbo si verifica in ogni fascia di età ma l'età media di insorgenza è tra i 50 ed i 60 anni. Il fogo selvagem spesso si verifica nei bambini oppure nei giovani adulti. L'età media di insorgenza in questi casi è di circa 20-30 anni.

## Eziologia
Il pemfigo foliaceo endemico sembra essere secondario ad un'infezione virale trasmessa dagli insetti, ma non vi sono ancora prove certe di ciò.
Alcuni soggetti sembrano sviluppare il pemfigo foliaceo successivamente ad alcuni eventi quali un'eccessiva esposizione ai raggi ultravioletti (UV), ustioni o diversi tipi di farmaci (penicillamina, ACE-inibitori, antinfiammatori non steroidei).

## Clinica
Le vescicole solitamente compaiono dapprima sul tronco e quindi possono estendersi anche ad altre aree cutanee. 
La malattia tende a decorrere per lunghi periodi di tempo, ma il paziente si trova sempre in condizioni generali di salute soddisfacenti. Raramente può verificarsi una remissione spontanea della malattia, ma in genere le lesioni tendono a persistere per mesi o anni. 
Occasionalmente può essere interessata anche la cute delle palpebre, mentre le mucose congiuntivali appaiono caratteristicamente indenni.
Nei bambini talvolta le lesioni possono apparire come arcuate, circinate o policicliche.
Le vescicole iniziali sono tendenzialmente piccole e superficiali, transitorie e si trasformano rapidamente in erosioni minime. 
Per questo motivo risultano anche difficili da identificare.
La tipica lesione da pemfigo foliaceo appare come una lesione squamosa, oppure un'erosione crostosa su una base eritematosa: le aree più frequentemente interessate sono quelle seborroiche (ad esempio la regione del volto, il cuoio capelluto, la regione intermamaria ed altre).
Il segno di Nikolsky, pur essendo solo moderatamente sensibile, è invece altamente specifico per la diagnosi di pemfigo foliaceo e torna utile nei casi dubbi.

## Diagnosi
- Immunofluorescenza: viene considerato il metodo più affidabile per effettuare la diagnosi di pemfigo foliaceo.[28] Vengono utilizzate sia tecniche di immunofluorescenza diretta (DIF) che di immunofluorescenza indiretta (IIF). Un esame immunologico eseguito con il test di immunofluorescenza diretta mostra la presenza di immunoglobuline IgG nello spazio intercellulare, principalmente negli strati superiori dell'epidermide. La desmogleina 1 e 3 (una proteina essenziale per rendere possibile l'ancoraggio tra le cellule dell'epidermide) è la principale molecola bersaglio della superficie cellulare in soggetti affetti da pemfigo erpetiforme.[17][29]
- ELISA (Enzyme-Linked ImmunoSorbent Assay): efficace, ma richiede antigeni altamente purificati.[30][31]
- Tecniche di immunofissazione (Western blot): considerazioni simili alla tecnica precedente.[32]

## Trattamento
La gestione terapeutica del pemfigo foliaceo è generalmente meno aggressiva rispetto a quella del pemfigo volgare, in considerazione della maggiore benignità del disturbo e dei tassi di morbilità e di mortalità decisamente più bassi .

Secondo alcuni autori un trattamento non steroideo del disturbo è possibile ed in molti casi efficace. La piridostigmina può essere utilizzata per rallentare la progressione della malattia e per trattare i soggetti con forme più lievi e lesioni croniche su aree limitate del corpo. Anche alcuni farmaci antimalarici sembrano raggiungere il medesimo scopo in un numero limitato di soggetti.
Ad oggi il trattamento standard prevede l'utilizzo di corticosteroidi topici per i casi più lievi e di minore estensione, mentre per i casi più gravi o che interessano aree cutanee di maggiori dimensioni si ricorre a molecole dotate di azione immunosoppressiva ed ai corticosteroi per via sistemica: azatioprina, micofenolato, ciclofosfamide e ciclosporina A sono le sostanze di utilizzo più frequente.
Tuttavia le informazioni attualmente in possesso della comunità scientifica sono inadeguate per accertare quale possa essere la terapia ottimale per questo disturbo (così come per il pemfigo volgare), e si ritiene siano necessarie ulteriori ricerche per valutare la dose ottimale dei glucocorticoidi, nonché il ruolo dei farmaci immunosoppressivi adiuvanti.